# Аркдейл (Північна Кароліна)
Аркдейл (англ. Archdale) — місто (англ. city) в США, в округах Рендолф і Ґілфорд штату Північна Кароліна. Населення — 11 907 осіб (2020).

## Географія
Аркдейл розташований за координатами 35°54′16″ пн. ш. 79°57′56″ зх. д. / 35.90444° пн. ш. 79.96556° зх. д. (35.904540, -79.965611).  За даними Бюро перепису населення США в 2010 році місто мало площу 21,33 км², з яких 21,27 км² — суходіл та 0,06 км² — водойми. В 2017 році площа становила 22,56 км², з яких 22,50 км² — суходіл та 0,06 км² — водойми.

## Демографія
Згідно з переписом 2010 року, у місті мешкало 11 415 осіб у 4556 домогосподарствах у складі 3137 родин. Густота населення становила 535 осіб/км².  Було 4916 помешкань (230/км²).
Расовий склад населення:
| - 87,8 % — білих - 4,8 % — азіатів - 4,0 % — чорних або афроамериканців - 0,6 % — корінних американців - 1,4 % — осіб інших рас |

До двох чи більше рас належало 1,4 %. Частка іспаномовних становила 4,0 % від усіх жителів.
За віковим діапазоном населення розподілялося таким чином: 23,8 % — особи молодші 18 років, 60,6 % — особи у віці 18—64 років, 15,6 % — особи у віці 65 років та старші. Медіана віку мешканця становила 40,0 року. На 100 осіб жіночої статі у місті припадало 90,7 чоловіків;  на 100 жінок у віці від 18 років та старших — 86,0 чоловіків також старших 18 років.
Середній дохід на одне домашнє господарство  становив 62 616 доларів США (медіана — 50 420), а середній дохід на одну сім'ю — 70 080 доларів (медіана — 63 638). Медіана доходів становила 40 958 доларів для чоловіків та 34 067 доларів для жінок. За межею бідності перебувало 10,5 % осіб, у тому числі 13,0 % дітей у віці до 18 років та 8,6 % осіб у віці 65 років та старших.
Цивільне працевлаштоване населення становило 5627 осіб. Основні галузі зайнятості: виробництво — 26,4 %, освіта, охорона здоров'я та соціальна допомога — 18,7 %, роздрібна торгівля — 9,2 %, науковці, спеціалісти, менеджери — 7,5 %.